# Ludwig Büchner
Friedrich Karl Christian Ludwig Büchner (29. března 1824 Darmstadt – 30. dubna 1899 Darmstadt) byl německý filozof, fyziolog a lékař, jeden z představitelů vědeckého materialismu 19. století.

## Život
Narodil se v rodině Ernsta Karla Büchnera, vysokého lékařského rady a dvorního lékaře Hesenského velkovévodství. Byl mladším bratrem slavného dramatika Georga Büchnera a obhájkyně ženských práv Luise Büchnerové. Byl též strýcem chemika Ernsta Büchnera, vynálezce Büchnerovy nálevky.
Ludwig vystudoval fyziku, chemii, botaniku, mineralogii, filozofii a medicínu na univerzitě v Giessenu, absolvoval v roce 1848. Jeho disertační práce nesla název Beiträge zur Hall'schen Lehre von einem excitomotorischen Nervensystem (Příspěvky k Hallerově teorii excitomotorického nervového systému). Poté pokračoval ve studiu na univerzitě ve Štrasburku, na univerzitě ve Würzburgu (kde studoval patologii u Rudolfa Virchowa) a na univerzitě ve Vídni. V roce 1852 se stal učitelem medicíny na univerzitě v Tübingenu, kde publikoval své opus magnum Kraft und Stoff: Empirisch-naturphilosophische Studien (Síla a hmota: Empirickofilozofické studie, 1855).
Büchner se v knize snažil dokázat nezničitelnost hmoty a konečnost fyzikální síly. Vědecký materialismus této práce vyvolal takový odpor, že byl nucen vzdát se svého místa v Tübingenu a vrátil se do rodného Darmstadtu. Působil zde pak jako lékař a pravidelně přispíval do patologických, fyziologických a jiných časopisů. Pokračoval také ve své filozofické práci a publikoval knihy Natur und Geist (Příroda a duch, 1857), Aus Natur und Wissenschaft (Z přírody a vědy, sv. I., 1862; sv. II., 1884), Der Fortschritt in Natur und Geschichte im Lichte der Darwinschen Theorie (Pokrok v přírodě a dějinách ve světle Darwinovy teorie, 1884). Tatsachen und Theorien aus dem naturwissenschaftlichen Leben der Gegenwart (Fakta a teorie ve vědeckém životě současnosti, 1887), Fremdes und Eigenes aus dem geistligen Leben der Gegenwart (Cizinci a já v duchovním životě přítomnosti, 1890), Darwinismus und Socialismus (Darwinismus a socialismus, 1894), Im Dienste der Wahrheit (Ve službě pravdě, 1899).
Jako jeden z prvních podpořil evoluční teorii Charlese Darwina. Büchner se spolu s Edwardem Avelingem zúčastnil kongresu Mezinárodní federace volnomyšlenkářů, který se konal v Londýně od 25. do 27. září 1881; následující den oba navštívili Darwina. V roce 1881 založil ve Frankfurtu nad Mohanem Německý svaz volnomyšlenkářů (Deutsche Freidenkerbund). V letech 1884 až 1890 byl členem horní komory zemské rady Hesenského velkovévodství jako zástupce Německé svobodomyslné strany (Deutsche Freisinnige Partei). Marxisté ho později označovali za představitele "vulgárního materialismu".